# Luis Sánchez Duque
Luis Sánchez Duque más conocido como Sánchez Duque (Getafe, Madrid, España, 13 de noviembre de 1956) es un exfutbolista y entrenador de fútbol español. Dejó el fútbol tras sufrir una arritima entrenando en Valencia.
Entre sus logros están haber ascendido a Segunda División al Getafe C.F. en 1994 y haber conseguido la mejor clasificación histórica del C. D. Leganés en la misma categoría.

## Trayectoria como entrenador
| Equipo               | País   | Año         |
| -------------------- | ------ | ----------- |
| Getafe CF            | España | 1993-1995   |
| CD Leganés           | España | 1995 - 1997 |
| Albacete Balompié    | España | 1997        |
| CD Leganés           | España | 1998-2000   |
| CD Toledo            | España | 1999-2000   |
| Córdoba CF           | España | 2000-2001   |
| CD Numancia          | España | 2001-2002   |
| Valencia CF Mestalla | España | 2004-2007   |